# Eddie Cochran
Edward Raymond Cochran (Albert Lea, 3 ottobre 1938 – Bath, 17 aprile 1960) è stato un cantante e compositore statunitense.
Esponente del primo rockabilly, di grande influenza nella musica pop degli ultimi anni cinquanta e dei primi anni sessanta, i suoi pezzi più famosi sono Summertime Blues, C'mon Everybody, Twenty Flight Rock e Somethin' Else.

## Biografia

### Infanzia ed esperienze giovanili
Eddie nasce ad Albert Lea, Minnesota, il 3 ottobre 1938, quinto figlio di Frank ed Alice Cochran. La sua passione per la musica emerge già alle scuole primarie, dove dapprima si interessa alla batteria, abbandonata quando gli fu chiesto di studiarla unitamente al piano, poi al clarinetto ed il trombone, ma è solo grazie al fratello Bob e alla chitarra dell'altro fratello Bill, in quel momento sotto le armi, che il giovane Cochran apprende i primi rudimenti dello strumento cui si dedicherà per tutta la carriera. Trascorre l'infanzia quasi interamente ad Albert Lea, esclusa una breve permanenza ad Oklahoma City, finché l'intera famiglia e le famiglie dei fratelli maggiori già sposati si trasferiscono a Bell Gardens, un sobborgo di Los Angeles, California, dove, nel settembre 1951, Eddie entra nella Bell Gardens Junior High e proprio in questo istituto stringe amicizia con Connie "Guybo" Smith, che suonerà con lui per tutta la vita. Nel 1953 con Guybo e Al Garcia forma i "The Melody Boys" e sperimenta tecniche di overdubbing e di registrazione con il musicista locale Chuck Foreman, mentre continua a studiare chitarra da autodidatta (i suoi punti di riferimento sono Chet Atkins, Joe Maphis e Merle Travis, ma anche il cantante country Marty Robbins). Nel 1954 con Warren Flock ed il bassista Dave Kohrman forma i "The Bell Gardens Ranch Gang", ma con scarso seguito (pur con qualche notabile apparizione radiofonica), poi collabora con i "The Carlton Brothers" e stringe amicizia con Bob Denton, l'abile chitarrista dei Richard Rae and the Shamrock Valley Boys. Con l'amico Guybo fonda gli "Eddie Garland and The Country Gentlemen", ultima sua band cosiddetta giovanile. A pochi mesi dal diploma, infatti, nel gennaio del 1955, il giovane Eddie decide di lasciare la scuola e di dedicarsi in modo professionale alla musica.

### The Cochran Brothers e il passaggio al Rockabilly

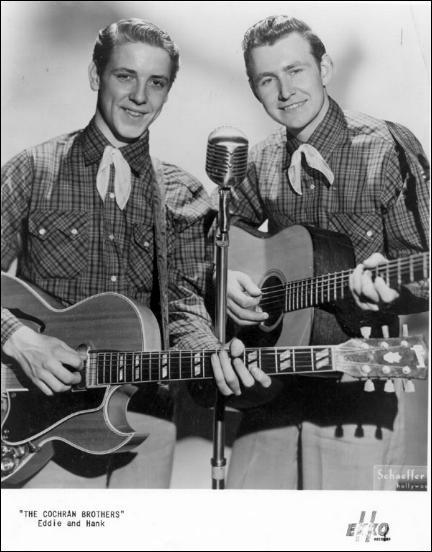
The Cochran Brothers (1955)

È del 1955 la prima esperienza musicale da professionista del giovane e talentuoso Eddie: forma infatti un duo con Hank Cochran, un chitarrista che suonava di tanto in tanto con Richard Rae e conosciuto all'evento American Legion. The Cochran Brothers (questa la denominazione scelta, sebbene nessun grado di parentela li leghi) sono spesso ospiti di due delle più importanti trasmissioni televisive della costa occidentale concernenti il country e l'hillbilly, The Town Hall Party e The Hometown Jamboree, dove possono conoscere le stelle più splendenti del genere, (Glen Glenn, Joe Maphis, The Collins Kids). La visibilità offerta dai loro passaggi televisivi determina l'interessamento della Ekko Records, che deciderà di metterli sotto contratto: vengono pubblicati due singoli (Two Blue Singin' Stars / Mr. Fiddle e  Guilty Conscience / Your Tomorrows Never Come), i quali però ottengono scarse vendite. Il duo, ed Eddie in modo particolare, lavora comunque per la Ekko molto attivamente in qualità di session guitarist quando esplode il fenomeno rockabilly. Nel 1956, mentre un ventunenne Elvis Presley incide Heartbreak Hotel, il giovane chitarrista del Minnesota si fa catturare dal nuovo fenomeno musicale del rock and roll e decide di distaccarsi progressivamente dal genere country. Ciò provoca con il più tradizionalista Hank una divergenza di opinioni che determina lo scioglimento del sodalizio artistico dei Cochran Brothers.

### La carriera solista e gli anni alla Liberty
Grazie anche all'autore Jerry Capehart, conosciuto alla Ekko e che diventerà poi suo manager, Eddie si getta con entusiasmo nell'apprendimento del nuovo genere musicale, lavorando spesso in studio come session guitarist e incidendo svariati demo per la Crest Records e soprattutto per l'American Music, sempre rigorosamente con Connie "Guybo" Smith al basso, registrando cover di altri artisti e proponendo pezzi originali. L'abilità di Eddie alla chitarra è un continuo crescendo, ma a limitarne la carriera è, però, in questa fase, la scarsa padronanza della voce. La sua prima esperienza come artista a tutto tondo è nell'esecuzione cantata del pezzo Twenty Flight Rock, colonna sonora del film The Girl Can't Help It. Il successo della pellicola, classico film adolescenziale sul rock'n'roll, unito alla sua particolarmente riuscita performance canora e musicale, rappresenta la prima grande occasione per Eddie di farsi conoscere dal grande pubblico e gli aprirà, di fatto, la carriera solista: il suo primo singolo deve essere proprio Twenty Flight Rock per la Liberty Records di Simon Waronker (Dicembre 1956), mentre Eddie viene scritturato per un'altra pellicola cinematografica di genere (Untamed Youth, 1957). L'idea di pubblicare la traccia resa nota dal film viene, però, per il momento, accantonata.
Alla Liberty, comunque, non trascurano l'utilizzo di Cochran ancora come chitarrista da studio e, visto anche il successo con le ascoltatrici più giovani per via del suo aspetto affascinante, per le sue potenzialità come teen idol. I suoi singoli successivi, quindi, sono più vicini al pop adolescenziale piuttosto che al rock'n'roll in senso stretto: Sittin' in the Balcony, che riscuote un grande successo, e il deludente One Kiss, che non sa nemmeno approfittare della contemporanea uscita di Untamed Youth nelle sale cinematografiche del paese. Nonostante il fallimento, Eddie lavora e pubblica, prima della fine del 1957, il suo album d'esordio, Singin' to My Baby, un non memorabile lavoro plurigenere e contenente sia ballate pop che pezzi rock'n'roll più spigolosi. Anche l'uscita del singolo Teresa, che non entra nella Top 100, è una dimostrazione ulteriore che il progetto di Waronker di formare Eddie a metà strada tra Elvis Presley e Pat Boone non è destinato a essere coronato dal successo.
Nel 1958, finalmente, arriva Summertime Blues. Composta in una serata nell'appartamento di Jerry Capehart, il pezzo inizialmente viene proposto come B-side di Love Again, una ballata per Eddie scritta dall'adolescente autrice Sharon Sheeley, ma alla pubblicazione eclissa completamente l'A-side, entrando prepotentemente nella Top 10 l'11 giugno 1958 (Billboard numero 8 nei mesi di agosto e settembre). Si tratta del primo successo dopo Sittin' in the Balcony e tale resa sarà bissata e amplificata poi dalla di poco successiva pubblicazione del singolo C'mon Everybody, arrivato quando alla Liberty cominciavano a dubitare delle sue capacità di chart artist. Il tour che chiude l'anno, invece, lo consacra come indiscusso idolo adolescenziale.
I concerti lo portano in tutti gli Stati Uniti fino a New York al Christmas Event organizzato da Alan Freed dove Eddie suona con artisti del calibro degli Everly Brothers, Chuck Berry, Bo Diddley e The Cadillacs. Anche il 1959 è anno itinerante in tour con il nome di "Eddie Cochran and The Hollywood Swingers" (una baking band con Guybo Smith, Gene Riggio, Jim Stivers e il sassofonista Jimmy Seals. Successivamente Guybo lascerà il gruppo perché in procinto di sposarsi, ma rimarrà sempre la prima scelta di Eddie nelle sessioni in studio). La band cambia poi nome in "The Kelly Four", per permettere al giovane leader, sotto contratto alla Liberty, di incidere alcune sue composizioni strumentali per la Cross (tra cui le notevoli Guybo e Strolling Guitar che evidenziano il livello tecnico raggiunto da Eddie). I Kelly Four incidono molti pezzi anche in studio, ma quasi nessuno vedrà la pubblicazione se non postuma, ad esclusione di Three Steps to Heaven, scritta a quattro mani con il fratello Bill e suonata con il sempre presente Guybo Smith e Gene Riggio alla batteria. Altri singoli successivi dei Kelly Four hanno maggior successo in Europa, in Inghilterra in modo particolare, che in patria, così che alla Liberty si comincia a parlare di un tour in terra britannica, proprio mentre i rapporti tra Eddie e il suo manager Capehart si deteriorano fino alla rottura.

### Iltourin Gran Bretagna e la morte
Il lungo tour britannico comincia con la partecipazione al programma di musica della televisione di stato Boy Meets Girls, al quale Eddie (per motivi contrattuali non accompagnato dai Kelly Four) partecipa interpretando successi passati e presenti. In particolare promuove la pubblicazione del suo Halleluja I Love Her So che negli Stati Uniti non era entrato in classifica, ma che in Europa riscuoteva un successo ben più ampio. Spesso suona con altri artisti statunitensi in tour anch'essi in terra britannica, tra cui Gene Vincent, o talentuosi giovani rocker inglesi come Billy Fury, toccando tutte le maggiori città inglesi con il tutto esaurito.
Secondo alcune voci, durante una visita a Blackpool Eddie è còlto da un cattivo presentimento di morte al punto da cercare una chiromante; nei giorni successivi, a detta del personale che lo segue ai concerti, si accompagna solo a una bottiglia di bourbon, perso nelle preoccupazioni. Impossibile dire se in questa leggenda ci sia un fondo di verità o sia solo una diceria per ammantare di un alone di mistero le ultime settimane di vita del musicista.
Nel mese di aprile del 1960, un Eddie stanco e pervaso dalla nostalgia di casa accoglie quasi con liberazione la notizia del termine del tour. Il volo di ritorno è previsto per il 17 aprile, ma Eddie preme per organizzare il viaggio di ritorno a Londra già la sera precedente. Il conducente del taxi Ford Consul targato RBO869 è un certo George Martin, che secondo certe voci era già stato presentato a Cochran e a Vincent durante il tour. Sulla vecchia e malmessa A4, a Chippenham, nel Wiltshire, intorno alle 23:50, l'incidente. Cochran viene trasportato all'ospedale di Bath nel Somerset, dove muore il giorno seguente.

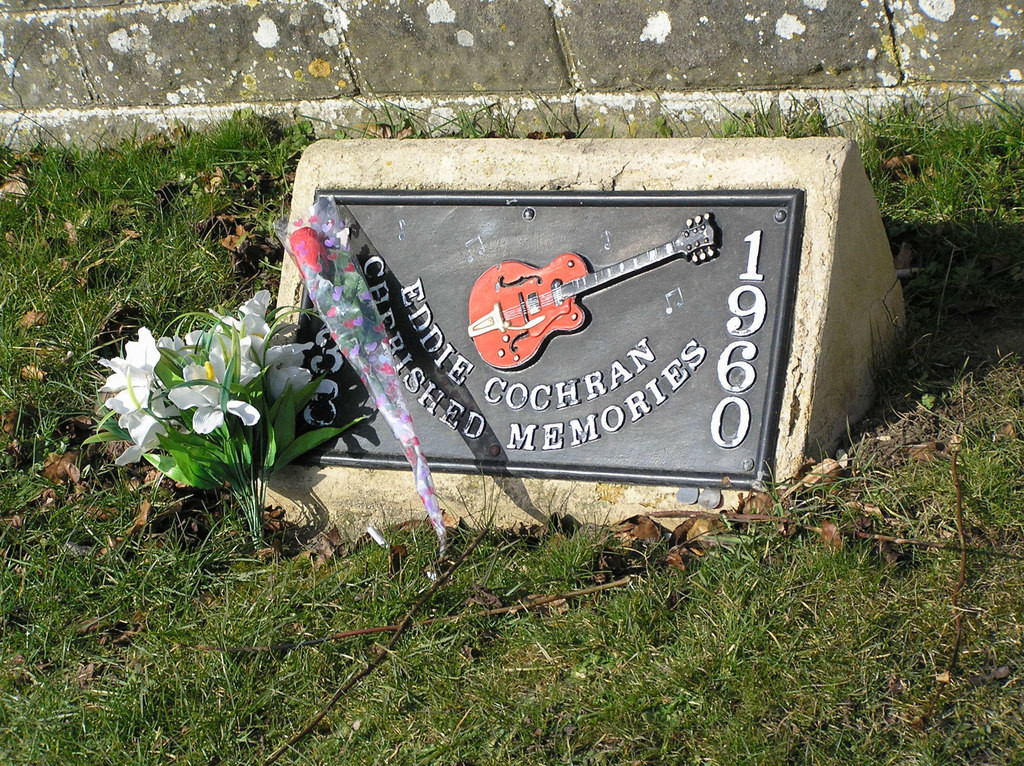
Targa commemorativa sul luogo dell’incidente

Molte leggende si sono diffuse riguardo alla dinamica dell'incidente, con risvolti più o meno romanzati, ma la versione più credibile nonché accreditata è la seguente: procedendo ad alta velocità, il guidatore sbaglia strada e Pat Thompinks, seduto sul sedile anteriore, lo avverte dell'errore. Nel tentativo di fermarsi troppo bruscamente, egli perde il controllo dell'automobile che sbanda e si schianta contro un lampione con un basamento di cemento. Gene Vincent, Sharon Sheeley e il manager Pat Thompinks sopravvivono all'impatto, pur con diverse fratture, mentre Eddie è sbalzato prima contro il tettuccio dell'auto, poi sulla strada, riportando gravi danni cerebrali e un'emorragia interna al torace. Trasportato in stato di incoscienza all'ospedale St. Martin di Bath, viene dichiarato clinicamente morto alle 4:10 di domenica 17 aprile. L'autista viene condannato a sei mesi di reclusione per omicidio colposo a causa di guida pericolosa, a un'ammenda di £50 e alla sospensione della patente di guida per quindici anni. Eddie viene seppellito al Forest Lawn Cemetery, a Cypress, il 25 aprile.

## Strumentazione
Durante l'esperienza dei Cochran Brothers Eddie usa una chitarra semiacustica Gibson con due pickup Gibson P90. Al passaggio al rockabilly, nel 1956 Eddie adotta un modello pubblicizzato da Chet Atkins: la Gretsch 6120 Chet Atkins Western Model, rosso fiammante, modificata con un pickup De Armond Dynasonic al ponte, e un Gibson P-90 al manico.
In alcune sessioni il musicista utilizza chitarre propriamente acustiche.

## Lo stile e le innovazioni
Non un bravo ragazzo come Elvis, non un teppista come Gene Vincent o Jerry Lee Lewis, Eddie ha introdotto nel suo rock'n'roll con forti radici country una carica nuova. Il suo stile è duro, spigoloso, ma tecnicamente di qualità pur senza perdere la carica che contraddistingue i giovani rocker dell'epoca. Non particolarmente innovativo dal punto di vista stilistico, è però rimarcabile l'uso nei suoi dischi di tecniche e tecnologie particolari (il double dubbing, lo slap bass) che hanno conferito ai suoi lavori un sound unico che ha influenzato molti artisti successivi, a cominciare da The Who e dai Beatles.

## Discografia

### Album in studio
- 1957 - Singin' to My Baby (Liberty Records, LRP-3061)

### Singoli
- 1956 - Skinny Jim/Half Loved (Crest Records, 1026)
- 1957 - Sittin' in the Balcony/Dark Lonely Street (Liberty Records, 55056)
- 1957 - Mean When I'm Mad/One Kiss (Libety Records, 55070)
- 1957 - Drive in Show/Am I Blue (Liberty Records, 55087)
- 1957 - Twenty Flight Rock/Cradle Baby (Liberty Records, 55112)
- 1958 - Jeannie, Jeannie, Jeannie/Pocketful of Hearts (Liberty Records, 55123)
- 1958 - Pretty Girl/Theresa (Liberty Records, 55138)
- 1958 - Summertime Blues/Live Again (Liberty Records, 55144)
- 1958 - Don't Ever Let Me Go/C'mon Everybody (Liberty Records, 55166)
- 1959 - Teen Age Heaven/I Remember (Liberty Records, 55177)
- 1959 - The Boll Weevil Song/Somethin' Else (Liberty Records, 55203)
- 1959 - Hallelujah I Love Her So/Little Angel (Liberty Records, 55217)
- 1960 - Three Steps to Heaven/Cut Across Shorty (Liberty Records, 55242)
- 1960 - Lonely/Sweetie Pie (Liberty Records, 55278)
- 1961 - Weekend/Lonely (Liberty Records, 55389)
- 1973 - Summertime Blues/Cut Across Shorty (United Artists Records, 0014)
- 1973 - C'mon Everybody/Twenty Flight Rock (United Artists Records, 0015)
- 1973 - Sittin' in the Balcony/Somethin' Else (United Artists Records, 0016)

come Cochran Brothers
- 1955 - Mr. Fiddle/Two Blue Singing Stars (Ekko Records, 1003)
- 1955 - Guilty Conscience/Your Tomorrow Never Comes (Ekko Records, 1005)
- 1956 - Tired and Sleepy/Fool's Paradise (Ekko Records, 3001)

come Jarry Capehart and The Cochran Brothers
- 1956 - Walkin' Stick Boogie/Rollin' (Cash Records, 1021)

### Compilation
- 1960 - Eddie Cochran o 12 of his Biggest Hits (Liberty Records, LRP-3172), pubblicato in UK come The Eddie Cochran Memorial Album dalla London Records  con scaletta modificata
- 1962 - Never to Be Forgotten (Liberty Records, LRP-3220)
- 1962 - Cherished Memories
- 1963 - Sing for You
- 1964 - Remember Me... (Liberty Records, LBY 1133 F)
- 1964 - My Way (Liberty Records, LBY 1205)
- 1964 - Inédits (Liberty Records, LBY 1209 F)
- 1964 - Last Recordings (Liberty Records, LBY 1319 F)
- 1966 - Summertime Blues (Sunset Records, SUM-1123/SUS-5123)
- 1972 - On the Air (United Artists Records, UAS 29380)
- 1972 - Legendary Masters Series#4 (United Artists Records, UAS-9959) 2 LP
- 1975 - Jeannie, Jeannie, Jeannie
- 1975 - The Very Best of Eddie Cochran (United Artists Records, UA-LA428E)
- 1979 - The Eddie Cochran Singles Album
- 1981 - Rock 'N Roll Heroes, split album con Gene Vincent
- 1983 - Great Hits
- 1984 - Eddie
- 1985 - Latch On Vol. 1

### Box set
- 1988 - The Eddie Cochran Box Set (Liberty Records, CDS 79 1187 2) 4 CD

## Filmografia
- 1956 - Gangster cerca moglie
- 1957 - Ragazze senza nome
- 1958 - Hot Rod Gang
- 1959 - Dai Johnny dai!